# Edmond Laguerre
Edmond Nicolas Laguerre (Bar-le-Duc, 9 d'abril de 1834 – Bar-le-Duc, 14 d'agost de 1886) fou un matemàtic francès, membre de l'Acadèmia Francesa (1885). Treballà principalment en els camps de la geometria i l'anàlisi complexa. També investigà en polinomis ortogonals (com amb els polinomis de Laguerre). El mètode de Laguerre és un algorisme per a trobar zeros de funcions adaptat a polinomis. Va posar les bases d'una geometria d'esferes orientades (geometria de Laguerre i pla de Laguerre), incloent la transformació de Laguerre o transformació per direccions recíproques.